# Frank Michelis
Frank Michelis (* 26. Februar 1905 in Trier; † 22. Oktober 1975 in Ost-Berlin) war ein deutscher Schauspieler.

## Leben
Frank Michelis erlernte nach dem Besuch des Trierer Gymnasiums den Beruf eines Kunstglasers, um anschließend mehrere Jahre in Australien zu arbeiten. Von dem dort verdienten Geld konnte er in Deutschland,  nach seiner Rückkehr, privaten Schauspielunterricht nehmen. Er debütierte in Trier, spielte in den 1930er Jahren am Englischen Theater in Berlin, am Landestheater der Mark Brandenburg und während des Zweiten Weltkrieges an einem Fronttheater. Frank Michelis, der sich bis dahin Frank Berling nannte, erhielt auch Ende der 1930er bereits erste Rollen in Spielfilmen. Nach 1945 arbeitete er an den Berliner Kabaretttheatern Frischer Wind und Kleine Bühne sowie an der Neuen Bühne im Haus der Kultur der Sowjetunion, am Deutschen Theater und am Maxim-Gorki-Theater. Bei der DEFA und dem Deutschen Fernsehfunk war er in vielen mittleren und kleineren Charakterchargen tätig, oft als Arbeiter, Bauer, Seemann oder Fischer.
Frank Michelis war mit der Schauspielerin und Rundfunksprecherin Ingeborg Olbricht (1918–2007) verheiratet. Seine Schwester Loni Michelis und deren Ehemann Werner Pledath waren ebenfalls bekannte Schauspieler.

## Filmografie
- 1951: Zugverkehr unregelmäßig
- 1951: Die letzte Heuer
- 1952: Das verurteilte Dorf
- 1952: Frauenschicksale
- 1953: Geheimakten Solvay
- 1953: Anna Susanna
- 1953: Die Unbesiegbaren
- 1954: Stärker als die Nacht
- 1954: Leuchtfeuer
- 1955: Star mit fremden Federn
- 1955: Der Ochse von Kulm
- 1956: Thomas Müntzer – Ein Film deutscher Geschichte
- 1957: Schlösser und Katen
- 1957: Gejagt bis zum Morgen
- 1959: Eine alte Liebe
- 1960: Leute mit Flügeln
- 1960: Flucht aus der Hölle (Fernsehmehrteiler, 4. Teil)
- 1960: Blaulicht (Fernsehreihe, 4. Folge)
- 1961: Fünf Tage – Fünf Nächte
- 1961: Blaulicht (Fernsehreihe, 10. Folge)
- 1962: Tanz am Sonnabend – Mord?
- 1962: Freispruch mangels Beweises
- 1962: Königskinder
- 1963: Karbid und Sauerampfer
- 1963: Blaulicht (Fernsehreihe, 18. Folge)
- 1964: Der geteilte Himmel
- 1964: Egon und das achte Weltwunder (Fernsehfilm)
- 1965: Das Kaninchen bin ich
- 1965: Denk bloß nicht, ich heule
- 1965: Wolf unter Wölfen (Fernsehfilm)
- 1966: Der Staatsanwalt hat das Wort: Der Rosenkavalier (Fernsehreihe)
- 1968: Der Mord, der nie verjährt
- 1968: Rote Bergsteiger (Fernsehserie, 2. Episode)
- 1969: Mohr und die Raben von London
- 1970: Dr. med. Sommer II
- 1970: Botschafter morden nicht (Fernsehdreiteiler)
- 1970: Mein lieber Robinson
- 1971: KLK an PTX – Die Rote Kapelle
- 1971: Ein Mann, der sterben muss (Fernsehfilm)
- 1971: Der Staatsanwalt hat das Wort: Anatomie eines Unfalls
- 1972: Polizeiruf 110: Ein bißchen Alibi (Fernsehreihe)
- 1973: Die Legende von Paul und Paula
- 1973: Polizeiruf 110: Freitag gegen Mitternacht
- 1974: Aber Vati! (Fernsehmehrteiler, 1. Teil)

## Theater
- 1946: : Halt Dir feste – Regie:  Walter Gross (Kabarett Frischer Wind Berlin)

## Hörspiele
- 1957: Honoré de Balzac: Oberst Chabert – Regie: Hans Busse (Hörspiel – Rundfunk der DDR)
- 1968: Horst Berensmeier: Spuren – Teil 5: Labyrinth (Opa Thomas) – Regie: Fritz-Ernst Fechner (Kriminalhörspiel – Rundfunk der DDR)
- 1968: Hans von Oettingen: Rostiger Ruhm – Regie: Wolfgang Brunecker (Hörspiel – Rundfunk der DDR)